# Проблема з пекла: Америка у вік геноциду
Проблема з пекла: Америка у вік геноциду (англ. «A Problem from Hell»: America and the Age of Genocide) — книга професора Саманти Пауер, що розповідає про етнічні чистки (починаючи від геноциду вірмен і закінчуючи подіями в Косово) і реакції на них уряду США. У 2003, за написання книги, автор була удостоєна Пуліцерівської премії.
У книзі пише, що американські політики вельми неохоче характеризували масові злодіяння як геноцид, і якщо не було б суттєвого тиску з боку американської громадськості, політики, на догоду національним інтересам, не вживали терміну «геноцид»  .
Американський президент Барак Обама після прочитання книги запросив Саманту Пауер у свою команду.

## Зміст
У першому розділі книги розповідається про геноцид вірмен, про його наслідки та міжнародну реакцію на скоєні турками звірства. У наступних розділах описуються зусилля Рафаеля Лемкіна, який намагається переконати американське суспільство виступити проти нацистських дій у Європі, про труднощі визнання Голокосту американцями та їх союзниками, про прийняття ООН білля про запобігання геноцидам. Крім того, в книзі йдеться про зовнішню політику США, а також про низку інших геноцидів (в Камбоджі, Іраку, Боснії, Руанді та Косово) та реакції на них американського уряду.

## Нагороди
- Пуліцерівська премія (2003)
- Премія імені Роберта Кеннеді
- Національна книжкова премія американських критиків
- Премія імені Рафаеля Лемкіна (Інститут з вивчення геноциду)